# Rıdvanlı, Vakfıkebir
Rıdvanlı là một xã thuộc huyện Vakfıkebir, tỉnh Trabzon, Thổ Nhĩ Kỳ. Dân số thời điểm năm 2011 là 368 người.